# الروضة في القراءات الإحدى عشر (كتاب)
الروضة في القراءات الإحدى عشر، مؤلفه: الحسن بن محمد بن إبراهيم أبو علي البغدادي، الفقيه المالكي المقرئ، قرأ على ابن أبي مسلم الفرضي، والسوسنجردي، وعبد الملك النهرواني، والحمامي، توفي سنة (438هـ).
قد روى هذا الكتاب عن المؤلف: أبو إسحاق إبراهيم بن إسماعيل بن غالب الخياط، وأبو الحسن علي بن محمد بن حميد الواعظ، وقرأ عليه: أبو القاسم الهذلي، وإبراهيم الخياط المذكور المالكي شيخ ابن الفحام الصقلي.
والكتاب في علم القراءات، ويميزه أن كتب القراءات في الغالب تقتصر على القراءات السبع، أو على القراءات العشر، وقد اعتمد المؤلف على القراءات العشر وزاد عليها: قراءة الأعمش، فصار كتابه محتويا على 11 قراءة.
وقد ذكر المصنف في مقدمة كتابه سبب التأليف فقال: «سألت وفقنا الله وإياك لطاعته، وعصمنا وجميع المسلمين من معصيته؛ أن أجمع لك ما نثرته في الخلافات من القراءات التي تلوت بها على شيوخ أهل العراق، ذوي السماعات والإجازات والتلاوات على غيرهم من الشيوخ، وقد أجبت سؤالك رجاء ثواب الله سبحانه».

## اسم الكتاب
الروضة في القراءات الإحدى عشر.

## المؤلف
الحسن بن محمد بن إبراهيم أبو علي البغدادي، الفقيه المالكي المقرئ، قرأ على ابن أبي مسلم الفرضي، والسوسنجردي، وعبد الملك النهرواني، والحمامي، توفي سنة (438هـ).

## قالوا عنه
قال عنه الذهبي: «فقيه مالكي مقرئ».

## من روى الكتاب
قد روى هذا الكتاب عن المؤلف: أبو إسحاق إبراهيم بن إسماعيل بن غالب الخياط، وأبو الحسن علي بن محمد بن حميد الواعظ، وقرأ عليه: أبو القاسم الهذلي، وإبراهيم الخياط المذكور المالكي شيخ ابن الفحام الصقلي.

## سبب تأليف الكتاب
ذكره المصنف في مقدمة كتابه فقال: «سألت وفقنا الله وإياك لطاعته، وعصمنا وجميع المسلمين من معصيته؛ أن أجمع لك ما نثرته في الخلافات من القراءات التي تلوت بها على شيوخ أهل العراق، ذوي السماعات والإجازات والتلاوات على غيرهم من الشيوخ، وقد أجبت سؤالك رجاء ثواب الله سبحانه».

## موضوع الكتاب
الكتاب في علم القراءات، ويميزه أن كتب القراءات في الغالب تقتصر على القراءات السبع، أو على القراءات العشر، وقد اعتمد المؤلف على القراءات العشر وزاد عليها: قراءة الأعمش، فصار كتابه محتويا على 11 قراءة.

## مصطلحات مهمة
القراءات: «القراءات علم بكيفية أداء كلمات القرآن واختلافها معزوًّا لناقله، وهي اختلاف في اللهجات وكيفية النطق وطرق الأداء فقط، من إدغام وإظهار، وتفخيم وترقيق، وإمالة وإشباع، ومد وقصر، وتشديد وتخفيف، وتليين، إلخ، نزل بها جبريل على النبي صلى الله عليه وسلم، فأقرأها رسول الله صلى الله عليه وسلم صحابته».
الأصول: هي ما كثر دورانه من حروف القرآن الكريم وكلماته، بحيث تكوّن قواعد عامة يندرج تحتها جزئيات كثيرة، ومن ثمّ تعم أحكامها وتطرد في القرآن الكريم كله. وقد درج مصنفو القراءات على تقديم مباحث الأصول في مؤلفاتهم على مباحث فرش الحروف أي المسائل والأحكام الجزئية، وهو باختصار: ما كون قاعدة عامة يمشي عليها القارئ في كل القرآن، مثل: إمالة الألف المتطرفة مثل الدنيا.
الفرش: هو ما قلّ دورانه من حروف القرآن الكريم المختلف في طريقة أدائها بين القراء، فنص على مواضعها دون تعميم حكمها، وسميت فرشا لكونها منثورة مفروشة في مواضعها من السور، فهي أحكام جزئية لا كلية، وقد أفرد المصنفون لكل سورة من سور القرآن الكريم باباً، وجل هذه من باب الفرش، وهو باختصار: الكلمات المختلف في قراءتها في سور القرآن الكريم ولا يكون أصلا مطردا في كل القرآن.

## المحتويات
1/ أول ما بدأ به الكتاب معرفة الأئمة ومن روى عن كل واحد منهم.
2/ ذكر باب الأصول، وضمنه فصولا كثيرة، منها: شرح الهمزتين من كلمتين، وذكر المفتوحتين، والحجة لمن حقق الهمزتين، وشرح المكسورتين من كلمتين، والهمزتان المضموتان.
3/ باب الهمز الساكن والمتحرك.
4/ باب معرفة الوقف لحمزة.
5/ باب الإدغام الكبير.
6/ باب الإمالة.

## منهج المؤلف
1/ دافع المؤلف رحمه الله عن القراءات، وجعلها مصدرا لتقعيد أو تقنين قواعد النحو؛ لأن القرآن الكريم هو الحجة البالغة، وهو أوثق مصدر في الوجود.
2/ اهتم أبو علي المالكي اهتماما كبيرا بمذاهب النحويين، وتعليل القراءات تعليلا نحويا جيدا في نهاية الباب.
3/ لم يقتصر المؤلف على ذكر راويين لكل قارئ من القراء العشرة، بل ذكر في كتابه مشهوري الرواة، وتميز أبو علي في كتابه بالدقة العالية في عد الرجال والتنظيم والترتيب.
4/ من عادته أنه يحصي إحصاء دقيقا للآيات والقواعد والأمثلة التي يريد أن يوضحها القارئ ويبسطها.
5/ يحيل من الأصول إلى الفرش أحيانا.
6/ يعتمد المؤلف في ذكر مسائل كتابه على الرواية وكثيرا ما يصرح بأنه قرأه على أحد مشايخه مصرحا باسمه.

## مميزات الكتاب
1/ يعد من الكتب التي أفردت 11 قراءة على غير عادة الكتب في هذا المجال.
2/ مما تميز به المؤلف انه يجتهد كثيرا في تفهيم طلاب القراءات، وتبسيط المسائل لهم.
3/ لا يكرر ذكر المسائل.
4/ يذكر المؤلف أسماء لسور القرآن غير الأسماء المعروفة.
5/ أنه ترجم وذكر عن كل القراء الذين ذكرهم في كتابه.
6/ ذكر أسانيد القراء.
استشهد المؤلف بعدد من المصادر، وذكر كلام عدد ممن سبقه من العلماء في هذا الفن، ومنهم:
1/ زياد الفراء.
2/ مجاهد.
3/ سيبويه.
4/ الأخفش.

## أهمية الموضوع
يعد كتاب الروضة من أصول علم القراءات، وأسانيده عمدة في الرواية، وتكاد كتب القراءات تخلو من ذكر أسانيد القراء، بينما هذا الكتاب من الكتب القليلة التي ذكرت أسانيد القراء قارئا قارئا.